# نافیل
نافیل (به انگلیسی: Knaphill) یک روستا در بریتانیا است که در ساری واقع شده‌است. نافیل ۸٬۶۳۵ نفر جمعیت دارد.